# Naselja i umjetna mumifikacija kulture Chinchorro u regiji Arica i Parinacota
Chinchorro mumije su mumificirani ostaci osoba iz chinchorrske kulture, u sjevernom Čileu. Najstariji su primjeri umjetno mumificiranih ljudskih ostataka, a pokopani su do dvije tisuće godina prije egipatskih mumija. Najstarija mumija koja je pronađena u Egiptu datirala se u otprilike 3000. godinu prije Krista, dok najstarija modificirana mumija chinchorrske kulture potječe iz oko 5050. godine prije Krista.
Najstariji prirodno mumificirani ostatak pronađen je u pustinji Atacama, a datira u otprilike 7020. godinu prije Krista.
Analiza smetišta i kemijskog sastava kosti ukazuje na to da je 90 % naroda Chinchorro jela morske plodove i ribu. Postojale su mnoge prapovijesne kulture ribara u sušnim riječnim dolinama Anda, ali narod Chinchorro je jedinstven zbog svojih mumificiranih ostataka pokojnika.
Naselja kulture Chinchorro i proces umjetne mumifikacije u Arici i Parinacoti postali su 2021. godine dio UNESCO-ove svjetske baštine.

## Mumifikacija
Dok su se mnoge kulture diljem svijeta nastojale usredotočiti na očuvanje elite, tradicija Chinchorra izvodila je mumifikaciju na svim članovima svog društva, čineći ih arheološki značajnim. Odluka o egalitarnom očuvanju dokazana je mumificiranjem relativno manje produktivnih članova društva (starije osobe, djeca, dojenčad i pobačeni fetusi).

### Kronologija
Ukupno 29 % poznatih chinchorrskih mumija mumificirano je prirodnim putem. Najranija mumija datira u 7020. godinu prije Krista.
Vjeruje se da su se umjetne mumije Chinchorra prvi put pojavile oko 5000. godine prije Krista i dosegle vrhunac učestalosti oko 3000. godine prije Krista. Chinchorrske mumije često su se detaljno pripremale uklanjanjem unutarnjih organa i zamjenom istih biljnim vlaknima ili životinjskom dlakom. U nekim slučajevima, balzamičar bi uklonio kožu i meso s mrtvog tijela i zamijenio ih glinom. Radiokarbonsko datiranje otkriva da je najstarija otkrivena antropogeno modificirana chinchorrska mumija bilo dijete s nalazišta u dolini Camarones, oko 97 km južno od Arice u Čileu, koja potječe iz oko 5050. godine prije Krista. Mumije su se nastavile stvarati sve do oko 1800. godine prije Krista, što ih je učinilo suvremenima s kulturom Las Vegasa i kulturom Valdivije u Ekvadoru te civilizacijom Norte Chico u Peruu.

### Istraživanje
Od 1914. godine, kada je Max Uhle započeo svoj rad u Arici, arheolozi su pronašli približno 282 mumije. Na nalazištu Morro-I, u podnožju Morro de Arica, otkriveno je 96 tijela na nestratificiranom (tj. onom koji nema vidljivih slojeva stratigrafije koji ometaju tehnike datiranja) pijesku padine brda. Pronađeno je pedeset i četiri odrasle osobe: 27 žena, 20 muškaraca i 7 neodređenog spola. Pronađeno je i 42 djece: 7 ženske, 12 muške, 23 neodređenih. Ova količina ostataka sugerira da Chinchorro nije favorizirao mumificiranje jednog spola nad drugim.
Mumije su možda služile kao sredstvo za pomoć duši u preživljavanju i za sprječavanje tijela od plašenja živih osoba. Uobičajenije prihvaćena teorija je da je postojao svojevrsni kult predaka, budući da postoje dokazi o tome kako su tijela putovala sa skupinama ljudi i bivala postavljena na počasne položaje tijekom velikih rituala te da je došlo do kašnjenja u samom konačnom ukopu. Također, tijela (koja su se uvijek nalazila u ispruženom položaju) bila su pomno ukrašena i obojena (čak i kasnije prebojana), a smatra se da su ojačana i ukrućena kako bi se mogla nositi na steljama od trske i uslijed toga izložiti. No, budući da je kultura bila predkeramička, ali i pomalo nomadska, donekle je teško prema arheološkim podatcima odrediti razloge iz kojih su Chinchorro imali potrebu mumificirati mrtve.
Bernardo Arriaza je čileanski fizički antropolog koji je uvelike pridonijeo saznanjima o mumijama Chinchorra. Počevši od 1984. godine objavio je brojna istraživanja na tu temu. Godine 1994. Arriaza je osmislio klasifikaciju chinchorrskih mumija koja se i danas koristi.